# Волобуев, Константин Максимович
Константин Максимович Волобуев (1879—1942) — советский военачальник и деятель органов государственной безопасности. Комбриг.

## Биография

Могила Волобуева на Новодевичьем кладбище Москвы.

Родился в 1879 году. Отец его служил в Русской императорской армии ротным фельдшером. После его ранней смерти мальчика принял в семью дед, живший в Тифлисе. Окончил Тифлисское реальное училище.
В сентябре 1900 года вступил в военную службу рядовым на правах вольноопределяющегося в 4-й Кавказский стрелковый батальон. После года службы получил право на поступление в военное училище. Окончил Тифлисское пехотное юнкерское училище в 1904 году.
Участник русско-японской войны, воевал в составе 162-го Ахалцихского пехотного полка. За храбрость был награждён орденом Святой Анны 4-й степени с надписью «За храбрость» (ноябрь 1905) и орденом Святого Станислава 3-й степени с мечами и бантом (февраль 1906). После войны продолжил службу в полку, командовал ротой, в 1908 году назначен начальником полковой команды разведчиков.
В 1912 году вышел в отставку, работал репортёром в редакциях петербургских газет «Биржевые новости» и «Копейка».
В ноябре 1913-го он вернулся в армию в чине штабс-капитана и назначен командиром роты в 22-м Нижегородском пехотном полку. На фронтах Первой мировой войны в рядах этого полка командовал ротой и батальоном, был трижды ранен, награждён орденом Святой Анны 2-й степени с мечами. После Февральской революции по решению солдатского комитета был избран полковым командиром. Во время Корниловского мятежа сформировал и возглавил дружину Красной Гвардии из брянских рабочих и солдат Брянского гарнизона, за что в сентябре 1917 года назначен начальником гарнизона Брянска в чине штабс-капитана.
В августе 1917 года в Брянске избран товарищем председателя солдатской секции Брянского совета. После Октябрьской революции перешёл на сторону Советской власти и был начальником штаба революционных отрядов в Гомеле, затем начальником укреплённых районов Брянска и Бежицы. В феврале 1918 помощник главкома Западного фронта. С апреля 1918 Тамбовский губвоенком и командующий Поворинской группой войск. С июля 1918 начальник резервной Московской рабочей дивизии.
С самого основания ВЧК находился в ней на службе. С октября 1918 года начальник штаба войск ВЧК. В марте 1919 года Волобуев решением Совета Народных Комиссаров был утверждён членом коллегии ВЧК. А 1 октября 1918 года был назначен начальником войск ВЧК, которые Ф. Э. Дзержинский ему же и поручил сформировать. Таким образом, К. М. Волобуев является первым начальником внутренних войск в СССР. В марте 1919 года войска были серьёзно реорганизованы и получили наименование войска ВОХР, а их первым начальником также был утверждён К. М. Волобуев. В апреле 1920 года был освобождён от должности. Являлся одним из немногих членов коллегии ВЧК времён Гражданской войны, переживших сталинские репрессии.
| Внешние изображения                      | Внешние изображения |
| ---------------------------------------- | --- |
| Российский государственный военный архив | |
|                                          | Приказ № 2/2с Народного Комиссара Внутренних дел Ф.Э. Дзержинского о назначении Волобуева К.М. начальником Штаба войск Внутренней Охраны |

В 1922 году окончил курсы при Военной академии РККА. С 1922 года — начальник штаба Кронштадтской крепости. С 1923 года в запасе.
Работал директором завода имени Семашко в Москве, в центральном аппарате Наркомата внешней торговли СССР, уполномоченным советского торгпредства в Тегеране, заведующим отделом кадров Наркомата внешней торговли. С 1935 года — начальник отдела боевой подготовки допризывной молодёжи Московской городской организации Осоавиахима. С 1937 года — начальник управления мобилизационной работы Главного управления дизелестроительной промышленности Наркомата тяжёлого машиностроения СССР. Ему было присвоено воинское звание комбрига запаса.
В начале Великой Отечественной войны комбриг Константин Волобуев занимался формированием московских дивизий народного ополчения. В конце 1941 года назначен начальником автодорожного отдела штаба 1-й ударной армии. Скончался на фронте 31 марта 1942 года от сыпного тифа, похоронен на Новодевичьем кладбище Москвы (в документах местом захоронения указывается Ваганьковское кладбище).